# 2012-es francia rali
A 2012-es Francia rali (hivatalosan: Rallye de France – Alsace 2012) volt a 2012-es rali-világbajnokság tizenegyedik futama. Október 4. és október 7. között került megrendezésre, 22 gyorsasági szakaszból állt a verseny, melyek össztávja 404,14 kilométert tett ki. A versenyen 71 páros indult, melyből 45 ért célba.

## Szakaszok
| Nap            | Szakasz | Rajtidő (UTC+2) | Szakasz neve                          | Hossz    | Győztes                           | Idő             | Átlagsebesség   | Versenbyen vezető |
| -------------- | ------- | --------------- | ------------------------------------- | -------- | --------------------------------- | --------------- | --------------- | ----------------- |
| 1. (Október 4) | 1.      | 16:30           | SSS Strasbourg                        | 3.63 km  | Thierry Neuville                  | 2:44.7          | 79.34 km/h      | Thierry Neuville  |
| 2. (Október 5) | 2.      | 9:23            | Hohlandsbourg – Firstplan 1           | 28.67 km | Sébastien Loeb                    | 14:36.1         | 117.81 km/h     | Sébastien Loeb    |
| 2. (Október 5) | 3.      | 10:06           | Vallée de Munster 1                   | 22.16 km | Sébastien Loeb                    | 11:18.8         | 117.53 km/h     | Sébastien Loeb    |
| 2. (Október 5) | 4       | 11:22           | Soultzeren – Pays Welche 1            | 19.93 km | Jari-Matti Latvala                | 9:49.2          | 121.77 km/h     | Sébastien Loeb    |
| 2. (Október 5) | 5.      | 13:56           | Hohlandsbourg – Firstplan 2           | 28.67 km | Sébastien Loeb                    | 14:28.9         | 118.78 km/h     | Sébastien Loeb    |
| 2. (Október 5) | 6.      | 14:39           | Vallée de Munster 2                   | 22.16 km | Jari-Matti Latvala                | 11:07.0         | 119.60 km/h     | Sébastien Loeb    |
| 2. (Október 5) | 7.      | 15:55           | Soultzeren – Pays Welche 2            | 19.93 km | Sébastien Loeb                    | 9:44.6          | 122.73 km/h     | Sébastien Loeb    |
| 2. (Október 5) | 8.      | 18:35           | SSS Mulhouse                          | 4.65 km  | Jari-Matti Latvala                | 3:37.7          | 76.89 km/h      | Sébastien Loeb    |
| 3. (Október 6) | 9.      | 8:38            | Massif des Grands Crus – Ungersberg 1 | 18.16 km | Sébastien Loeb                    | 10:58.0         | 99.36 km/h      | Sébastien Loeb    |
| 3. (Október 6) | 10.     | 9:36            | Pays d'Ormont 1                       | 43.45 km | Sébastien Loeb                    | 23:20.0         | 111.73 km/h     | Sébastien Loeb    |
| 3. (Október 6) | 11.     | 10:47           | Pays de la Haute Bruche 1             | 24.04 km | Jari-Matti Latvala                | 11:13.1         | 128.58 km/h     | Sébastien Loeb    |
| 3. (Október 6) | 12.     | 11:45           | Klevener 1                            | 10.75 km | Szakasz törölve                   | Szakasz törölve | Szakasz törölve | Sébastien Loeb    |
| 3. (Október 6) | 13.     | 14:38           | Massif des Grands Crus – Ungersberg 2 | 18.16 km | Mikko Hirvonen Jari-Matti Latvala | 10:53.8         | 99.99 km/h      | Sébastien Loeb    |
| 3. (Október 6) | 14.     | 15:36           | Pays d'Ormont 2                       | 43.45 km | Sébastien Loeb                    | 23:09.9         | 112.54 km/h     | Sébastien Loeb    |
| 3. (Október 6) | 15.     | 16:47           | Pays de la Haute Bruche 2             | 24.04 km | Sébastien Loeb                    | 11:10.8         | 129.02 km/h     | Sébastien Loeb    |
| 3. (Október 6) | 16.     | 17:45           | Klevener 2                            | 10.75 km | Jari-Matti Latvala                | 6:08.4          | 105.05 km/h     | Sébastien Loeb    |
| 4. (Október 7) | 17.     | 9:23            | Vignoble de Cleebourg 1               | 17.08 km | Thierry Neuville                  | 10:11.7         | 100.52 km/h     | Sébastien Loeb    |
| 4. (Október 7) | 18.     | 10:46           | Bischwiller – Gries 1                 | 7.95 km  | Thierry Neuville                  | 4:19.2          | 110.42 km/h     | Sébastien Loeb    |
| 4. (Október 7) | 19.     | 11:16           | SSS Haguenau 1                        | 5.74 km  | Thierry Neuville                  | 4:16.2          | 80.66 km/h      | Sébastien Loeb    |
| 4. (Október 7) | 20.     | 12:44           | Vignoble de Cleebourg 2 (Power stage) | 17.08 km | Ott Tänak                         | 10:24.0         | 98.54 km/h      | Sébastien Loeb    |
| 4. (Október 7) | 21.     | 14:07           | Bischwiller – Gries 2                 | 7.95 km  | Thierry Neuville                  | 4:16.8          | 111.45 km/h     | Sébastien Loeb    |
| 4. (Október 7) | 22.     | 14:37           | SSS Haguenau 2                        | 5.74 km  | Thierry Neuville                  | 4:03.7          | 84.79 km/h      | Sébastien Loeb    |

## Végeredmény
| Helyezés      | Versenyző            | Navigátor              | Autó                       | Idő       | Különbség | Pont |
| ------------- | -------------------- | ---------------------- | -------------------------- | --------- | --------- | ---- |
| 1.            | Sébastien Loeb       | Daniel Elena           | Citroën DS3 WRC            | 3:32:53.0 | 0.0       | 25   |
| 2.            | Jari-Matti Latvala   | Miikka Antilla         | Ford Fiesta RS WRC         | 3:33:08.5 | +15.5     | 18   |
| 3.            | Mikko Hirvonen       | Jarmo Lehtinen         | Citroën DS3 WRC            | 3:33:37.1 | +44.1     | 15   |
| 4.            | Thierry Neuville     | Nicolas Gilsoul        | Citroën DS3 WRC            | 3:34:00.3 | +1:07.3   | 14   |
| 5.            | Mads Østberg         | Jonas Andersson        | Ford Fiesta RS WRC         | 3:34:09.4 | +1:16.4   | 11   |
| 6.            | Ott Tänak            | Kuldar Sikk            | Ford Fiesta RS WRC         | 3:35.20.9 | +2:27.9   | 11   |
| 7.            | Evgeny Novikov       | Ilka Minor             | Ford Fiesta RS WRC         | 3:38:44.6 | +5:51.6   | 6    |
| 8.            | Chris Atkinson       | Glenn MacNeall         | Mini John Cooper Works WRC | 3:39:35.4 | +6:42.4   | 4    |
| 9.            | Martin Prokop        | Zdeněk Hrůza           | Ford Fiesta RS WRC         | 3:41:39.8 | +8:46.8   | 2    |
| 10.           | Sébastien Chardonnet | Thibault de la Haye    | Citroën DS3 WRC            | 3:41:52.7 | +8:59.7   | 1    |
| SWRC          |                      |                        |                            |           |           |      |
| 1. (17.)      | Craig Breen          | Paul Nagle             | Ford Fiesta S2000          | 3:50:11.3 | 0.000     | 25   |
| 2. (18.)      | Yazeed Al-Rajhi      | Michael Orr            | Ford Fiesta RRC            | 3:50:48.9 | +37.6     | 18   |
| 3. (24.)      | Per-Gunnar Andersson | Emil Axelsson          | Proton Satria Neo S2000    | 4:07:44.1 | +17:32.5  | 15   |
| 4. (30.)      | Andreas Aigner       | Detlef Ruf             | Proton Satria Neo S2000    | 4:10:26.6 | +20:15.3  | 12   |
| WRC Akadémia† |                      |                        |                            |           |           |      |
| 1.            | Elfyn Evans          | Philip Pugh            | Ford Fiesta R2             | 3:20:42.6 | 0.0       | 28   |
| 2.            | José Antonio Suárez  | Cándido Carrera        | Ford Fiesta R2             | 3:21:25.1 | +42.5     | 22   |
| 3.            | John MacCrone        | Stuart Loudon          | Ford Fiesta R2             | 3:22:18.0 | +1:35.4   | 17   |
| 4.            | Brendan Reeves       | Rhianon Smyth          | Ford Fiesta R2             | 3:23:49.1 | +3:06.5   | 13   |
| 5.            | Fredrik Åhlin        | Morten Erik Abrahamsen | Ford Fiesta R2             | 3:24:18.9 | +3:36.3   | 11   |
| 6.            | Pontus Tidemand      | Stig Rune Skjærmoen    | Ford Fiesta R2             | 3:27:57.7 | +7:15.1   | 10   |
| 7.            | Timo van der Marel   | Erwin Berkhof          | Ford Fiesta R2             | 3:35:09.8 | +14:27.2  | 6    |

- Megjegyzés: † – A WRC Akadémia versenyzői a ralinak csak az első három napján vettek részt (1-16. szakasz).

## Szuperspeciál (Power Stage)
| Helyezés | Versenyző        | Idő     | Különbség | Átlagsebesség | Pont |
| -------- | ---------------- | ------- | --------- | ------------- | ---- |
| 1        | Ott Tänak        | 10:24.0 | 0.000     | 98.32km/h     | 3    |
| 2        | Thierry Neuville | 10:24.9 | +0.9      | 98.23km/h     | 2    |
| 3        | Mads Østberg     | 10:25.8 | +1.8      | 98.15km/h     | 1    |